# ヘレナ・ヤンソン
ヘレナ・ヤンソン（Helena Jansson、1985年8月28日 - ）は、スウェーデンを代表するオリエンテーリング選手で、ハンガリーのミシュコルツで開催された世界選手権、WOC2009のロングディスタンス競技にて世界の頂点に立った。ウメオ在住であり、ウメオ大学では医学を学んでいた。所属クラブはレクサンズOK。